# 異種指向性マウス白血病ウイルス関連ウイルス
異種指向性マウス白血病ウイルス関連ウイルス（いしゅしこうせいマウスはっけつびょうウイルスかんれんウイルス、英語: Xenotropic murine leukemia virus-related virus、XMRV）とは、2006年に最初に記述された、ガンマレトロウイルスである。
初めての報告は、前立腺癌との関連であり、後に慢性疲労症候群 (CFS) との関連性が報告された。しかし、後に行った研究の多くでは、関連性がみられなかった。
XMRVが人に感染するか、病気に関係していることは立証されていない。多くの学者らは、検出されたのは、サンプルあるいは試薬の汚染が原因によって検出されたと考えている。

## 分類・ゲノム
XMRVは、レトロウイルス及びガンマレトロウイルスに属する。

## 疾病との関連性

### 慢性疲労症候群 (CFS)
2009年度、慢性疲労症候群患者101人のうち3分の2にXMRVのDNAが検出された。健常者においては、わずか4%であった。しかし、その後、他の世界中の20以上の研究機関で、XMRVが検出されなかった。
2011年12月、2009年度にXMRVと慢性疲労症候群の関連性を示唆する論文を発表したサイエンス誌は、サンプルあるいはキットのコンタミネーションによる研究所のミスであったと、初期の論文を完全に撤回した。

## 輸血問題
人間へ、または人間間でXMRVが伝染する証拠はない。推測される伝染経路は、性的、空中感染であるが、人間間の伝染は調査されていない 。
オランダの研究では、HIV陽性の人にXMRVは発見されなかった。
WPIのジュディ・ミコヴィッツ医師は、”XMRVはアメリカの輸血機構に明らかに潜入しているが、エイズのウイルスに行う熱処理でウイルスを死滅できるかは疑わしい。”と言明した。
サイエンス誌のXMRVと慢性疲労症候群の関連性についての論文により、カナダ・ニュージーランド、オーストラリア赤十字・アメリカ赤十字は、医師に慢性疲労症候群と診断を受けている者は献血を控えるように言明した。イギリスにおいては、2010年11月1日から、患者は献血が禁止された。その後行われた調査では同ウイルスが発見されないことが続いたものの、慢性疲労症候群の患者会 筋痛性脳脊椎炎の会(旧慢性疲労症候群をともにかんがえる会)は、日本が輸血を禁止していないことを批判し政府に慢性疲労症候群の原因がXMRVで器質的疾患だと認めること・ウイルスを原因として研究すること等を訴えた。
しかし、アメリカ赤十字は2011年、血液によってXMRVは伝染しないと発表した。